# Садек (Малопольське воєводство)
Садек (пол. Sadek) — село в Польщі, у гміні Йодловник Лімановського повіту Малопольського воєводства.
Населення — 493 особи (2011).
У 1975-1998 роках село належало до Новосондецького воєводства.

## Демографія
Демографічна структура станом на 31 березня 2011 року:
|          | Загалом | Допрацездатний вік | Працездатний вік | Постпрацездатний вік |
| -------- | ------- | ------------------ | ---------------- | -------------------- |
| Чоловіки | 241     | 55                 | 154              | 32                   |
| Жінки    | 252     | 63                 | 138              | 51                   |
| Разом    | 493     | 118                | 292              | 83                   |